# Glacier du Dôme
Le glacier du Dôme, en italien Ghiacciaio del Dôme, est un glacier d'Italie situé dans le massif du Mont-Blanc, dans le val Vény.

## Géographie
Le glacier naît sur l'adret du dôme du Goûter, à environ 4 300 mètres d'altitude et s'épanche vers le sud en direction du glacier du Miage dans lequel il se jette vers 2 500 mètres d'altitude,. Il est entouré à l'ouest par le glacier de Bionnassay italien et le glacier du Col de Miage, à l'est par le glacier du Mont-Blanc, au sud par le glacier du Miage et au nord par le glacier de Bionnassay français et le glacier des Bossons par-delà la frontière avec la France,.

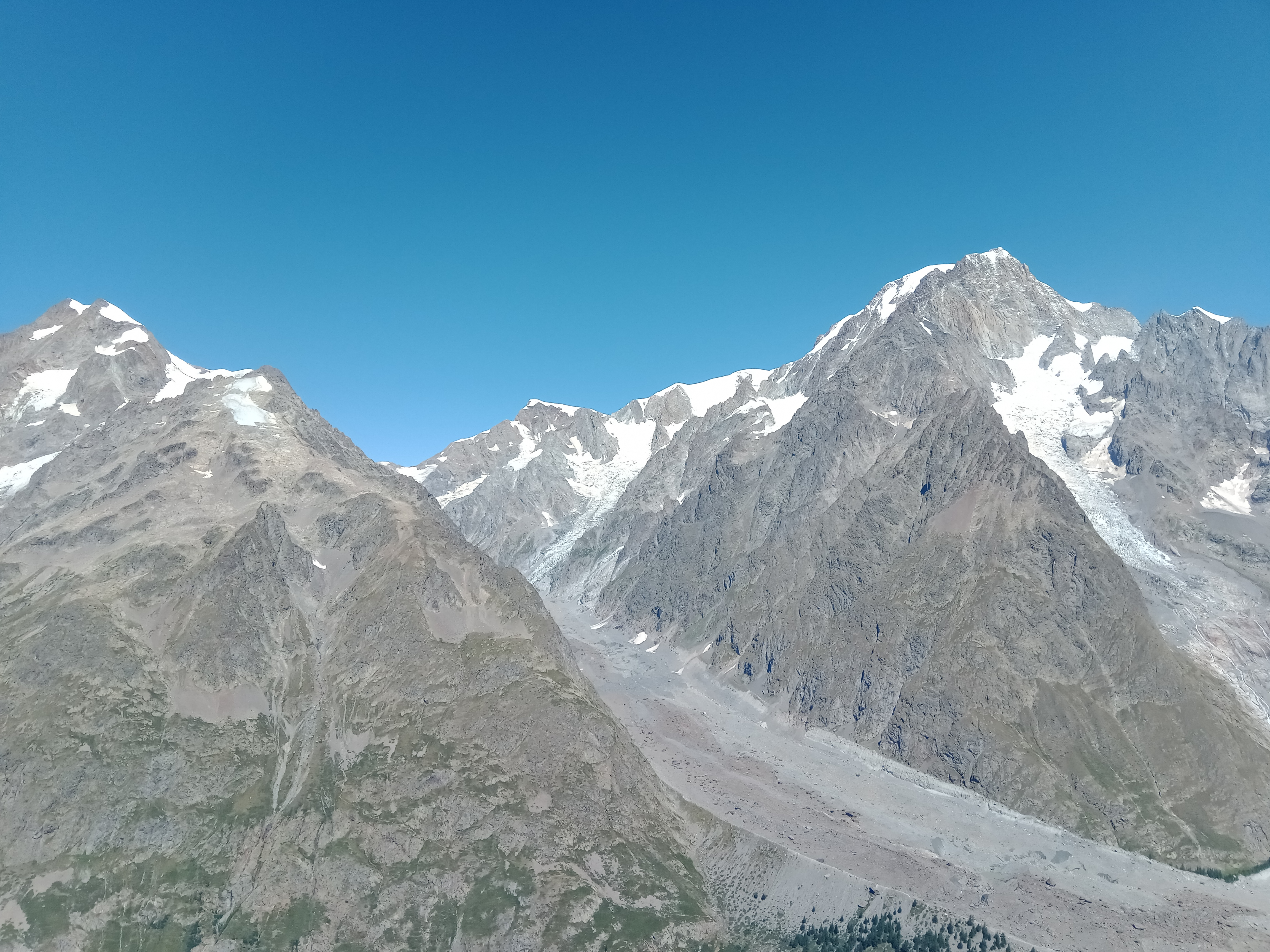
Le glacier du Dôme au centre dominé par le mont Blanc à droite et l'aiguille de Tré-la-Tête à gauche vu depuis le mont Fortin au sud-est.